# Gaï Assulin
Pour les articles homonymes, voir Assulin.
Gaï Yigaal Assulin, né le 9 avril 1991 à Nahariya (Israël), est un footballeur israélien qui joue dans l'équipe d'Israël. Il évolue au poste d'ailier.

## Biographie

### Les débuts
Gaï Assulin commence à jouer au football à l'âge de 6 ans au sein de l'Hapoël Haïfa. De 1999 à 2003, il joue dans le club de Beitar Nes Tubruk.

### FC Barcelone
En 2003, Shlomo Sharf, entraîneur du Beitar Tubruk, propose aux parents de Gaï Assulin qu'il passe un test au FC Barcelone. Le test est concluant et Gaï Assulin peut ainsi rejoindre La Masia à l'âge de 12 ans.
En août 2007, Gaï Assulin signe un contrat senior avec le FC Barcelona Atlètic, la deuxième équipe du Barça, contrat assorti d'une clause libératoire de 20 millions d'euros due au fait que plusieurs grands clubs (Chelsea, Milan, Manchester United ou Arsenal) tentent de recruter le joueur. Le Barça Atlètic, entraîné par Pep Guardiola, termine la saison 2007-2008 à la première place et se voit promu en Segunda División B (troisième division). 
Gaï Assulin fait ses débuts avec l'équipe première du FC Barcelone (alors entraînée par Frank Rijkaard) à l'âge de 16 ans, le 5 septembre 2007 lors d'une demi-finale de la Copa Catalunya face au Girona FC.

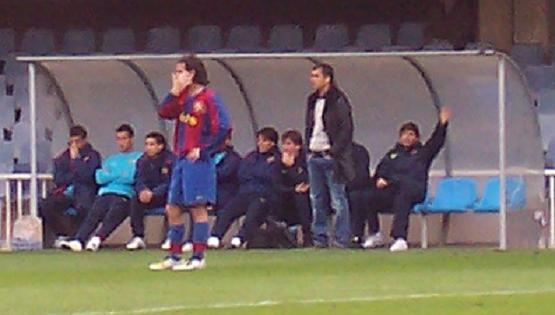
Gaï Assulin en 2008 avec le Barça B entraîné par Pep Guardiola

En juillet 2009, remis d'une blessure qui lui fait manquer une grande partie de la saison 2008-2009, Gaï Assulin joue quelques matchs amicaux et effectue le stage de pré-saison avec l'équipe première du FC Barcelone désormais entraînée par Pep Guardiola. Gaï Assulin obtient la nationalité espagnole en 2009 ce qui lui permet de ne pas occuper une place d'extra-communautaire.
Le 28 septembre 2009, il est convoqué pour la première fois pour jouer un match de Ligue des champions face au Dynamo Kiev. Cependant, Guardiola ne le fait pas jouer. 
Le 28 octobre 2009, Gaï Assulin joue son premier match officiel avec le FC Barcelone lors de la rencontre aller des 16èmes de finale de  Coupe d'Espagne face à la Cultural y Deportiva Leonesa. Gaï Assulin figure dans le onze de départ lors de cette victoire par 2 buts à 0 du Barça.
Après une nouvelle saison passée au Barça Atlètic, avec lequel il obtient la promotion en Segunda División (deuxième division), Gaï Assulin quitte la Catalogne en juin 2010 après que son contrat soit arrivé à son terme.

### Manchester City
Après avoir quitté le FC Barcelone, Gaï Assulin s'entraîne avec les Blackburn Rovers et Manchester City durant les mois de juillet et août 2010 en vue d'un éventuel recrutement.
Gaï Assulin rejoint Manchester City en octobre après une période d'essai qui convainc les dirigeants du club mancunien.
Le 18 février 2012, il est prêté pendant un mois au club de Brighton.
Le 24 mai 2012, Gaï Assulin annonce qu'il quitte le club mancunien.

### Racing de Santander
Le 11 juillet 2012, Gaï Assulin retourne en Espagne après avoir été recruté par le Racing de Santander qui milite en deuxième division. Le club est relégué en Segunda división B au terme de la saison.

### En prêt à Hércules d'Alicante
En juillet 2013, Assulin signe un contrat de trois ans avec le club de D1 Grenade CF. Mais il est prêté la première saison à l'Hércules d'Alicante qui joue en D2.

### RCD Majorque
Le 15 août 2014, il rejoint le RCD Majorque qui joue en deuxième division espagnole.
Le 26 août 2015, il résilie son contrat avec le RCD Majorque. 

### Hapoël Tel-Aviv
En janvier 2016, il retourne au pays en signant à l'Hapoël Tel-Aviv FC.

### CE Sabadell
Le 10 août 2016, Assulin revient en Espagne pour jouer au CE Sabadell qui évolue en Segunda División B.

### Équipe nationale
Alors qu'il n'a pas encore fêté son 17e anniversaire, Gaï Assulin débute le 25 mars 2008 avec l'équipe nationale d'Israël lors d'un match amical contre le Chili. Il devient ainsi le plus jeune joueur à avoir porté le maillot national israélien.